# Jastrowie Wielkie
Jastrowie Wielkie (inne nazwy: Jezioro Duże, Jezioro Jastrowskie Duże lub Jezioro Leśne I) – jezioro w Polsce, w województwie wielkopolskim, w powiecie złotowskim, w gminie Jastrowie.

## Położenie i charakterystyka
Jezioro leży w mezoregionie Doliny Gwdy na Pojezierzu Południowopomorskim, w dorzeczu Gwda–Noteć–Warta–Odra. Ma charakter przepływowy – wpada do niego od północy ciek wodny z Jeziora Małego, wody odprowadzane są natomiast do Gwdy poprzez sztuczny kanał na południowym wschodzie.
Jezioro znajduje się w Jastrowiu przy ul. Jeziornej. Stanowi jeden akwen wraz z jeziorem Jastrowie Środkowe. Oddziela je naturalna wyspa, a łączy struga o szerokości około 10–11 m opływająca wyspę od zachodu. Przez wyspę biegnie kładka, która została odbudowana w 2016 roku, a która istniała w tym miejscu już na początku XX w.
Zbiornik wodny o rozwiniętej linii brzegowej leży w otoczeniu lasów liściastych, na stronie zachodniej znajduje się plaża miejska i baza noclegowo-gastronomiczna. Brzegi zróżnicowane, gdzieniegdzie strome. Jezioro w procesie zarastania od północy i południa roślinnością wodną: trzciną, sitowiem i turzycą. Leży w obrębie obniżenia sandru. W skład gruntu wchodzą utwory czwartorzędowe holocenu i plejstocenu: torfy, namuły, kreda jeziorna, piaski średnie.
Jezioro leży na terenie obwodu rybackiego Jeziora Leśne I na cieku bez nazwy w zlewni rzeki Gwda – Nr 2.
W 2008 roku powstała „Leśna Ścieżka Rowerowa Wokół Jastrowskich Jezior”, która wiedzie m.in. brzegiem Jastrowia Wielkiego.

## Morfometria

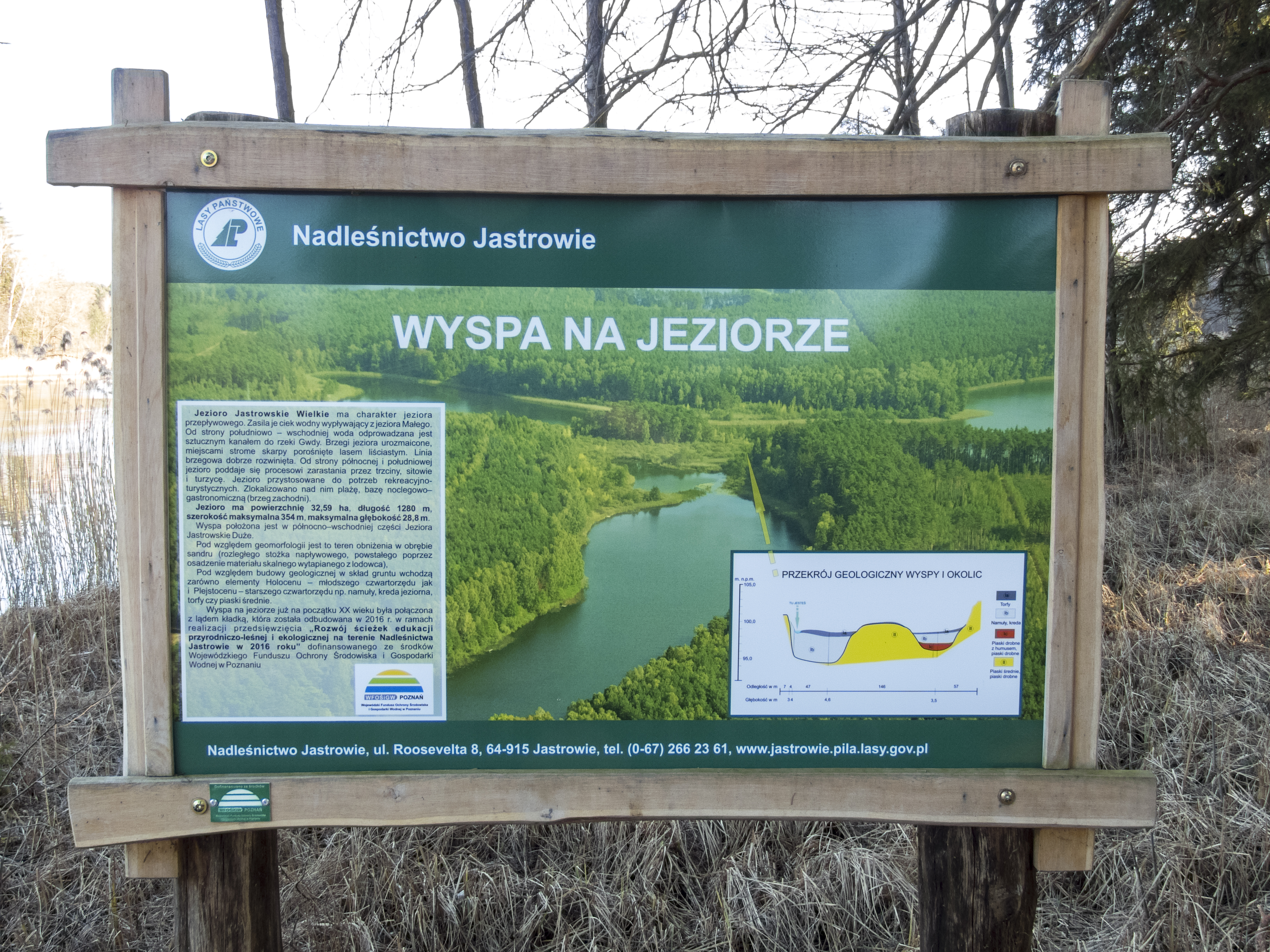
Tablica informacyjna dotycząca jeziora – Nadleśnictwa Jastrowie

Według danych Instytutu Rybactwa Śródlądowego powierzchnia zwierciadła wody jeziora wynosi 31,8 ha. Średnia głębokość zbiornika wodnego to 11,1 m, a maksymalna – 28,8 m. Lustro wody znajduje się na wysokości 99,2 m n.p.m. Objętość jeziora wynosi 3516,8 tys. m³. Maksymalna długość jeziora to 1280 m, a szerokość 354 m.
Inne dane uzyskano natomiast poprzez planimetrię jeziora na mapach w skali 1:50 000 według Państwowego Układu Współrzędnych 1965, zgodnie z poziomem odniesienia Kronsztadt. Otrzymana w ten sposób powierzchnia zbiornika wodnego to 29,5 ha, a wysokość bezwzględna lustra wody – 99,2 m n.p.m. Według danych Nadleśnictwa Jastrowie powierzchnia akwenu to 32,59 ha.